# Ильичёво (Владимирская область)
Ильичёво — посёлок в Гусь-Хрустальном районе Владимирской области России, входит в состав Демидовского сельского поселения.

## География
Посёлок расположен в 14 км на север от центра поселения деревни Демидово и в 31 км на юго-запад от Гусь-Хрустального, железнодорожная станция Ильичёв на линии Черусти — Муром. 

## История
Возник как пристанционный посёлок в начале XX века, входил в состав Ягодинской волости Судогодского уезда, с 1926 года — в составе Гусевского уезда. В 1926 году в посёлке числилось 24 двора. 
С 1929 года деревня являлась центром Ильичевского сельсовета Гусь-Хрустального района, с 1935 года — в составе Курловского района, с 1963 года — в составе Гусь-Хрустального района, с 2005 года — в составе Демидовского сельского поселения.

## Население
| 1926 | 2002 | 2010 | 2021 |
| ---- | ---- | ---- | ---- |
| 163  | ↗242 | ↘222 | ↘190 |

## Инфраструктура
Основа экономики — личное подсобное хозяйство. 
В посёлке находится продуктовый магазин (Курловское ПО).
Почтовое отделение №601523, расположенное в деревне Мокрое, на октябрь 2022 года обслуживает в деревне 171 дом.

### Памятники и мемориалы
- Воинам, павшим в годы Великой Отечественной войны (открыт в 2020 году)[7]

## Транспорт
Ильичёво расположено в 34 км от автодороги федерального значения Р132 «Золотое кольцо». До деревни проходит автодорога 17Н-238 Спудни — Ильичево. В самом посёлке асфальтовая и грунтовая дороги.
Автобусного сообщения нет. Транспортную доступность обеспечивает железнодорожная станция Ильичев.